# Historisches Ortsnamenbuch von Bayern
Das Historische Ortsnamenbuch von Bayern (HONB) ist ein seit 1951 erscheinendes Sammelwerk zur Toponomastik bayerischer Ortsnamen, das von der Kommission für bayerische Landesgeschichte herausgegeben wird. Die Richtlinien wurden im Laufe des Erscheinens mehrmals geändert.

## Werkaufbau
Die Einzelbände untersuchen jeweils die Ortsnamen eines Landkreises nach dem Stand der von 1862 bis 1879 gültigen Verwaltungsgliederung Bayerns. Demnach wird das HONB auf 142 Bände angelegt sein. Die Nummerierung der Bände erfolgt separat nach den Regierungsbezirken. Unberücksichtigt bleiben der Regierungsbezirk Pfalz und die von 1939 bis 1945 zwangsweise angegliederten Landkreise in Böhmen und Mähren. Derzeit (Stand: 2019) sind 38 Bände erschienen und 28 Bände in Bearbeitung.
Alle Bände haben einen systematischen und einen lexikalischen Teil. Neben den amtlich benannten Gemeindeteilen erhalten auch Wohnplätze und Wüstungen einen Artikel. Ursprünglich war das HONB nicht nur auf Ortsnamen beschränkt, sondern erhielt auch Artikel zu Flur-, Gewässer- oder Bergnamen. Die einzelnen Artikel listen urkundliche Einträge auf, in der das jeweilige Toponym genannt wird. Neben der bloßen Schreibweise finden sich zusätzliche Angaben zur politischen und kirchlichen Herrschafts- und Verwaltungsorganisation (z. B. Grundherrschaft, Ortsherrschaft, Landeshoheit), zur Gerichtszugehörigkeit und -organisation sowie zu den politischen Gemeinden. Es erfolgt eine Deutung aus sprachwissenschaftlicher Sicht, die auch die mundartliche Aussprache der Toponyme berücksichtigt.

## Übersicht der Einzelbände
| Teil          | Band | Bearbeiter/in                                   | Bandtitel                                                   | (Alt-)landkreis                | Ersch.jahr | Anmerkungen    |
| ------------- | ---- | ----------------------------------------------- | ----------------------------------------------------------- | ------------------------------ | ---------- | -------------- |
| Oberbayern    | 1    | Puchner, Karl                                   | Landkreis Ebersberg                                         | Ebersberg                      | 1951       |                |
| Oberbayern    | 3    | Baumann, Cornelia                               | Altlandkreis Erding                                         | Erding                         | 1989       |                |
| Oberbayern    | 4    | Hilble, Friedrich                               | Landkreis Pfaffenhofen a. d. Ilm                            | Pfaffenhofen an der Ilm        | 1983       |                |
| Oberbayern    | 5    | Hilble, Friedrich / Baumann‐Oelwein, Cornelia   | Landkreis Schrobenhausen                                    | Schrobenhausen                 | 1996       |                |
| Oberbayern    |      |                                                 | Altlandkreis Altötting                                      | Altötting                      |            | in Bearbeitung |
| Oberbayern    |      |                                                 | Ehemaliger Landkreis Bad Aibling                            | Bad Aibling                    |            | in Bearbeitung |
| Oberbayern    |      |                                                 | Altlandkreis Landsberg a. Lech                              | Landsberg am Lech              |            | in Bearbeitung |
| Oberbayern    |      |                                                 | Kreisfreie Stadt München und Altlandkreis München           | München                        |            | in Bearbeitung |
| Oberbayern    |      |                                                 | Ehemaliger Landkreis Wasserburg                             | Wasserburg                     |            | in Bearbeitung |
| Oberbayern    |      |                                                 | Landkreis Aichach                                           | Aichach                        |            | in Bearbeitung |
| Oberbayern    |      |                                                 | Landkreis Garmisch-Partenkirchen                            | Garmisch-Partenkirchen         |            | in Bearbeitung |
| Oberbayern    |      |                                                 | Landkreis Miesbach                                          | Miesbach                       |            | in Bearbeitung |
| Oberbayern    |      |                                                 | Landkreis Starnberg                                         | Starnberg                      |            | in Bearbeitung |
| Oberbayern    |      |                                                 | Landkreis Traunstein                                        | Traunstein                     |            | in Bearbeitung |
| Oberbayern    |      |                                                 | Landkreis Mühldorf am Inn                                   | Mühldorf am Inn                |            | in Bearbeitung |
| Niederbayern  | 1    | Egginger, Josef                                 | Griesbach i. Rottal. Der ehemalige Landkreis                | Griesbach im Rottal            | 2011       |                |
| Niederbayern  | 2    | Egginger, Josef                                 | Pfarrkirchen. Der ehemalige Landkreis                       | Pfarrkirchen                   | 2018       |                |
| Niederbayern  |      |                                                 | Altlandkreis Kelheim                                        | Kelheim                        |            | in Bearbeitung |
| Niederbayern  |      |                                                 | Ehemaliger Landkreis Kötzting                               | Kötzting                       |            | in Bearbeitung |
| Niederbayern  |      |                                                 | Stadt- und Landkreis Landshut                               | Landshut                       |            | in Bearbeitung |
| Niederbayern  |      |                                                 | Landkreis Viechtach                                         | Viechtach                      |            | in Bearbeitung |
| Niederbayern  |      |                                                 | Landkreis Wolfstein                                         | Wolfstein                      |            | in Bearbeitung |
| Oberpfalz     | 1    | Frank, Hans                                     | Stadt‐ und Landkreis Amberg                                 | Amberg                         | 1975       |                |
| Oberpfalz     | 2    | Frank, Hans / Oelwein, Cornelia / Schuh, Robert | Sulzbach‐Rosenberg. Ehemaliger Landkreis Sulzbach‐Rosenberg | Sulzbach-Rosenberg             | 2002       |                |
| Oberpfalz     |      |                                                 | Ehemaliger Landkreis Nabburg                                | Landkreis Nabburg              |            | in Bearbeitung |
| Oberpfalz     |      |                                                 | Altlandkreis Neumarkt i. d. Opf.                            | Landkreis Neumarkt             |            | in Bearbeitung |
| Oberpfalz     |      |                                                 | Stadt‐ und Landkreis Regensburg                             | Regensburg                     |            | in Bearbeitung |
| Oberfranken   | 1    | Guttenberg, Erich Freiherr von                  | Land‐ und Stadtkreis Kulmbach                               | Kulmbach                       | 1952       |                |
| Oberfranken   | 2    | Pfanner, Josef                                  | Landkreis Pegnitz                                           | Pegnitz                        | 1965       |                |
| Oberfranken   | 3    | Höllerich, Reinhard                             | Rehau – Selb                                                | Rehau                          | 1977       |                |
| Oberfranken   | 4    | Fastnacht, Dorothea                             | Ebermannstadt. Ehemaliger Landkreis Ebermannstadt           | Ebermannstadt                  | 2000       |                |
| Oberfranken   | 5    | Fastnacht, Dorothea                             | Staffelstein. Ehemaliger Landkreis Staffelstein             | Staffelstein                   | 2007       |                |
| Oberfranken   | 6    | George, Dieter                                  | Lichtenfels. Der Altlandkreis                               | Lichtenfels                    | 2008       |                |
| Oberfranken   |      |                                                 | Altlandkreis Forchheim                                      | Forchheim                      |            | in Bearbeitung |
| Oberfranken   |      |                                                 | Landkreis Höchstadt an der Aisch                            | Höchstadt                      |            | in Bearbeitung |
| Mittelfranken | 1    | Wießner, Wolfgang                               | Stadt‐ und Landkreis Fürth                                  | Fürth                          | 1963       |                |
| Mittelfranken | 2    | Straßner, Erich                                 | Land‐ und Stadtkreis Weißenburg i. Bay.                     | Weißenburg                     | 1966       |                |
| Mittelfranken | 3    | Ortmann, Wolf Dieter                            | Landkreis Scheinfeld                                        | Scheinfeld                     | 1967       |                |
| Mittelfranken | 4    | Wagner, Eberhard                                | Land‐ und Stadtkreis Schwabach                              | Schwabach                      | 1969       |                |
| Mittelfranken | 5    | Schuh, Robert                                   | Gunzenhausen. Ehemaliger Landkreis Gunzenhausen             | Gunzenhausen                   | 1979       |                |
| Mittelfranken | 6    | Fuchshuber, Elisabeth                           | Uffenheim                                                   | Uffenheim                      | 1982       |                |
| Mittelfranken | 7    | Fastnacht, Dorothea                             | Erlangen ehemaliger Stadt- und Landkreis                    | Erlangen                       | 2015       |                |
| Mittelfranken | 8    | Rieth, Antonius                                 | Eichstätt: Stadt und Altlandkreis                           | Eichstätt                      | 2017       |                |
| Mittelfranken |      |                                                 | Ehemaliger Landkreis Hersbruck                              | Hersbruck                      |            | in Bearbeitung |
| Mittelfranken |      |                                                 | Ehemaliger Landkreis Lauf                                   | Lauf                           |            | in Bearbeitung |
| Mittelfranken | 9    | Fastnacht, Dorothea                             | Nürnberg. Ehemaliger Stadtkreis                             | Nürnberg                       | 2022       |                |
| Unterfranken  | 1    | Braun, Josef                                    | Landkreis Königshofen im Grabfeld                           | Königshofen im Grabfeld        | 1963       |                |
| Unterfranken  | 2    | Schmiedel, Werner                               | Landkreise Ebern und Hofheim                                | Ebern, Hofheim in Unterfranken | 1973       |                |
| Unterfranken  |      |                                                 | Altlandkreis Würzburg                                       | Würzburg                       |            | in Bearbeitung |
| Unterfranken  |      |                                                 | Landkreis Schweinfurt                                       | Schweinfurt                    |            | in Bearbeitung |
| Schwaben      | 1    | Dertsch, Richard                                | Landkreis Marktoberdorf                                     | Marktoberdorf                  | 1953       |                |
| Schwaben      | 2    | Hilble, Fritz                                   | Landkreis Krumbach                                          | Krumbach                       | 1956       |                |
| Schwaben      | 3    | Dertsch, Richard                                | Stadt‐ und Landkreis Kaufbeuren                             | Kaufbeuren                     | 1960       |                |
| Schwaben      | 4    | Seitz, Reinhard H.                              | Land‐ und Stadtkreis Dillingen a. d. Donau                  | Landkreis Dillingen            | 1966       |                |
| Schwaben      | 5    | Dertsch, Richard                                | Stadt‐ und Landkreis Kempten                                | Kempten                        | 1966       |                |
| Schwaben      | 6    | Löffler, Heinrich                               | Stadt‐ und Landkreis Lindau                                 | Lindau                         | 1973       |                |
| Schwaben      | 7    | Dertsch, Richard                                | Landkreis Sonthofen                                         | Sonthofen                      | 1974       |                |
| Schwaben      | 8    | Heimrath, Ralf‐Gerhard                          | Landkreis Mindelheim                                        | Mindelheim                     | 1989       |                |
| Schwaben      | 9    | Steiner, Thaddäus                               | Füssen. Ehemaliger Landkreis Füssen                         | Füssen                         | 2005       |                |
| Schwaben      | 10   | Keller, Judith                                  | Donauwörth. Der ehemalige Landkreis                         | Donauwörth                     | 2009       |                |
| Schwaben      | 11   | Glenk, Michaela                                 | Günzburg. Stadt und Altlandkreis                            | Günzburg                       | 2012       |                |
| Schwaben      | 12   | Köck, Michael                                   | Ehemaliger Landkreis Schwabmünchen                          | Schwabmünchen                  | 2014       |                |
| Schwaben      | 13   | Kempter, Regina                                 | Wertingen. Der ehemalige Landkreis                          | Wertingen                      | 2014       |                |
| Schwaben      | 14   | Eckart, Hans-Peter                              | Augsburg: Alte kreisfreie Stadt und Altlandkreis            | Augsburg                       | 2020       |                |
| Schwaben      | 15   | Eigenmann, Bernd                                | Ehemaliger Landkreis Nördlingen                             | Nördlingen                     | 2020       |                |